# Panama Pacific Line

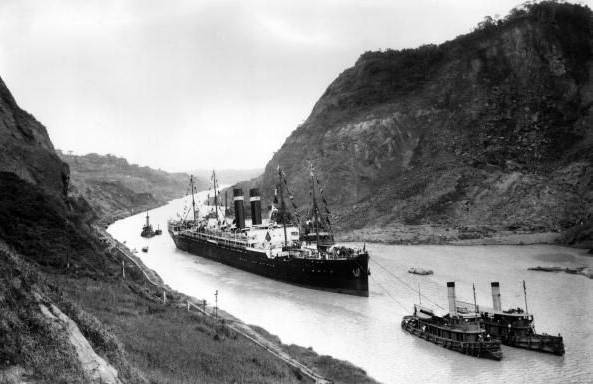
Le SS Kroonland traversant le canal de Panama en 1915.

La Panama Pacific Line était une filiale de International Mercantile Marine Co. (IMM) établie pour transporter des passagers et du fret entre la côte est et ouest des États-Unis via le canal de Panama.
Bien que l'IMM commença les préparations pour son service inter-côtier depuis 1911, le service commença en mai 1915 avec les anciens navires de la Red Star Line (une autre filiale de l'IMM), à savoir les SS Kroonland et SS Finland. Quand un glissement de terrain en septembre 1915 ferma le canal pour une longue durée, les Kroonland et Finland furent réassignés à l'American Line, une autre société de l'IMM. L'annonce de la Seconde Guerre mondiale et ses contraintes sur le transport maritime international ont entraînés la fermeture de la route inter-côtière.
En 1923, les Kroonland et Finland retournèrent sur le service inter-côtier ressuscité avec le bateau à vapeur de l'American Line SS Manchuria. Le sister-ship du Manchuria, le SS Mongolia, supplanta le Kroonland sur la route en 1925.
Trois navires dotés de turbines à vapeur et électrique — les SS California, SS Pennsylvania, et le SS Virginia — entrèrent en service en 1928, remplaçant tous les autres bateaux du service inter-côtier. Ces 3 nouveaux navires pouvaient embarquer l'automobile des passagers en possédant une, ce qui a permis de débarquer des passagers avec leurs voitures dans les ports d'escale, comme La Havane, un arrêt ajouté au début des années 1930.
En 1936, le California, amarré à San Pedro, en Californie, fut pris dans une grève qui contribua à la disparition de l'International Seamen's Union et à la création de la National Maritime Union.
En 1938, le service inter-côtier fut terminé et les trois navires turbo-électriques, le California, Pennsylvania, et Virginia, furent vendus pour un usage sur la route New York — Río de la Plata.

## Navires de la Panama Pacific Line
- SS Kroonland
- SS Finland
- SS Manchuria
- SS Mongolia
- SS California
- SS Virginia
- SS Pennsylvania